# Cimetière marin de Saint-Tropez
Pour les articles homonymes, voir Tropez.
Le cimetière marin de Saint-Tropez est un cimetière marin situé à Saint-Tropez, face à la Méditerranée.

## Historique

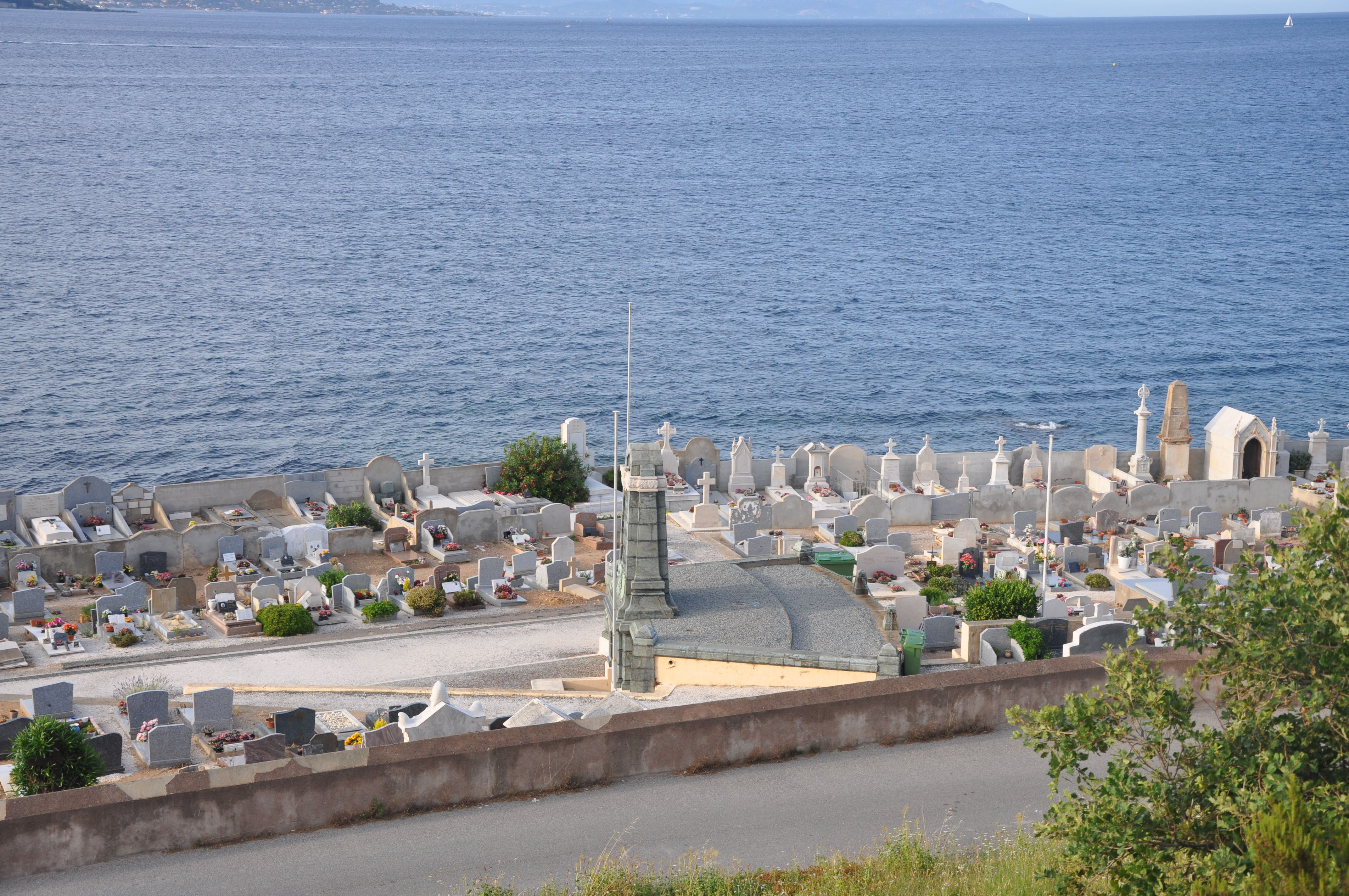
Vue du bord de mer.

Il a été ouvert en 1791 en contrebas de la citadelle et agrandi plusieurs fois : en 1855, en 1871, en 1894, en 1920, en 1960 et enfin en 1980 avec la construction de la crypte.
Il est connu pour abriter les tombes de personnalités telles que Pierre Bachelet, Eddie Barclay, ainsi que les parents et l'ex-époux de Brigitte Bardot, Roger Vadim.

## Personnalités inhumées
- Pierre Bachelet[1] (1944-2005), chanteur
- Eddie Barclay[1], né Édouard Ruault (1921-2005), musicien de jazz et producteur du show business
- Louis Bardot (1896-1975) et Anne-Marie Mucel (1912-1978), parents de Brigitte Bardot
- Pascal Chaumeil (1961-2015), réalisateur, scénariste et dialoguiste
- Pierre Cornette de Saint-Cyr (1939-2023), marchand d'art et commissaire priseur
- André Dunoyer de Segonzac[2] (1884-1974), peintre
- Blandine Liszt, fille de Franz Liszt et épouse d'Émile Ollivier[2]
- Bannou Pan Deï, nièce du roi de Lahore, épouse du général Jean-François Allard[1]
- Alexandre de Paris, né Alexandre Raimon (1922-2008), coiffeur
- Alexandre Sanguinetti (1913-1980), homme politique
- Roger Vadim[1], né Vadim Plemmianikoff (1928-2000), acteur et cinéaste